# Église Saint-Jean-l'Évangéliste de Lencouacq
L'église Saint-Jean-l'Evangéliste de Lencouacq est un lieu de culte catholique situé sur la commune de Lencouacq, dans le département français des Landes. Elle fait partie, avec la Commanderie hospitalière de Bessaut, des monuments remarquables du village.

## Présentation
L'église de Lencouacq, sans doute de fondation romane, fut dévastée et incendiée en 1569 par les troupes huguenotes de Thoiras. Partiellement restaurée au retour de la paix, elle fut entièrement reconstruite entre 1770 et 1785.

Le décor de la façade resta inachevé (chapiteaux épannelés). L'église est flanquée au sud d'un clocher-tour carré hors-œuvre à toit plat (une flèche était prévue à l'origine) et le chevet est couvert d'un dôme à clocheton.

Le chœur fut orné en 1866 de peintures murales sur toiles marouflées par le peintre montois Duval.

Le baldaquin proviendrait, selon la tradition locale, de l'ancienne cathédrale Saint-Jean-Baptiste de Bazas et aurait été offert à l'église de Lencouacq par une bienfaitrice.

Elle est inscrite en 2015 au titre des monuments historiques. Elle présente en effet un grand intérêt architectural et mobilier : maître-autel en marbre rouge « royal », peintures murales, autels latéraux en bois précieux, chaire et statues en bois de la même époque.

## Préservation
L'association Culture et patrimoine de Lencouacq a été créée en 2017 dans le but de la préserver et de la restaurer.